# Francis Ngannou
Francis Ngannou, Francis N'Gannou hay Francis "The Predator" Ngannou (sinh ngày 05 tháng 09 năm 1986), người Cameroon lai Pháp, vận động viên mixed martial arts chuyên nghiệp với sự nghiệp thi đấu hạng cân Heavyweight tại Ultimate Fighting Championship. Anh hiện là nhà vô địch hạng nặng của UFC thế giới sau khi đánh bại nhà cựu vô địch Stipe Miocic năm 2021. Anh từng xếp hạng thứ #15 trong Bảng xếp hạng Ultimate Fighting Championship toàn diện (pound for pound), xếp hạng thứ #2 trong hạng Heavyweight của UFC. Tính đến năm 2020, Ngannou được nhiều nguồn đánh giá, kiểm chứng và nhận định là người có cú đấm mạnh nhất loài người.
Francis Ngannou được xem là một vận động viên, võ sĩ chuyên nghiệp đặc biệt khi xuất thân từ vùng quê Cameroon châu Phi khó khăn trong cuộc sống đời thường, không được bố mẹ chăm sóc. Anh lớn lên trong nghèo khó, bắt đầu tiếp xúc và đam mê với võ thuật, vượt biên sang châu Âu để trang trải thường ngày và theo học tập võ. The Predator đã dần dần thể hiện quyết tâm và năng lực trời sinh cho kỹ thuật chiến đấu, bắt đầu tham gia đấu trường võ thuật từ châu Âu cho đến khắp nơi trên thế giới. Với những kỹ thuật và kinh nghiệm phát triển từng bước một, cộng thêm sức mạnh đặc biệt ở đòn tấn công của cơ thể, Francis Ngannou được xem là một trong những võ sĩ mạnh nhất của loài người. Vào tháng 1 năm 2023, anh ấy không gia hạn hợp đồng và do đó rời khỏi tổ chức, do đó chiếc đai bị bỏ trống..

## Tiểu sử
Suy nghĩ Ngannou về hành trình khắp các châu lục và quyết định theo đuổi MMA của mình.
Ngannou sinh ra và lớn lên ở vùng làng Batié, Hauts-Plateaux, Cameroon. Anh sống trong nghèo khó, ít được học hành đầy đủ. Bố mẹ của Ngannou ly dị khi anh lên sáu tuổi, anh được gửi tới sống cùng cô dì của mình. Năm 12 tuổi, Ngannou bắt đầu làm thuê ở một mỏ cát tại Batié vì cuộc sống khó khăn. Như một thiếu niên bình thường, anh tiếp xúc với nhiều băng nhóm dân giang hồ trong làng, được họ mời tham gia. Tuy nhiên, Ngannou đã từ chối, thay vào đó, anh lấy danh tiếng tiêu cực như một võ sĩ đường phố của cha làm động lực để theo đuổi boxing.
Năm 22 tuổi, Ngannou mới bắt đầu chính thức tập luyện boxing, bất chấp sự miễn cưỡng từ phía gia đình. Mới được có một năm, anh đã phải tạm dừng vì một căn bệnh. Thời gian đó, anh đã phải làm nhiều việc để kiếm thu nhập trang trải cuộc sống. Năm 2012, anh quyết định lên đường đến Paris, theo đuổi Quyền Anh chuyên nghiệp. Trên đường đi đến châu Âu, anh từng bị bắt giam hai tháng ở Tây Ban Nha vì vượt biên trái phép. Khí tới Paris, Ngannou không có tiền, không có bạn bè và không có nơi để sống. Sau thời gian sống vô gia cư dọc đường ở Paris, Ngannou bắt đầu được tập luyện miễn phí bởi Didier Carmont, từ tháng 08 năm 2013. Là một người hâm mộ của Mike Tyson, ban đầu anh học hỏi boxing rồi được giới thiệu sang MMA bởi huấn luyện viên. Sự nghiệp MMA của Ngannou đã bắt đầu từ đó.
Ngannou hiện biết một số ngôn ngữ. Anh thường sử dụng tiếng Ngemba, tiếng Anh, tiếng Pháp. Anh đã bắt đầu học tiếng Anh khi tham gia UFC. Và từ thời điểm này, biệt danh thi đấu của anh là The Predator: Kẻ săn mồi.

## Sự nghiệp MMA

### Thời gian đầu
Ngannou bắt đầu tham gia sự nghiệp MMA từ tháng 11 năm 2013, tại giải đấu 100% Fight, thuộc hệ thống giải đấu theo vùng ở châu Âu. Anh vừa thi đấu vừa học tập, đây là những năm đầu. Ngoài 100% Fight, anh còn thi đấu ở giải SHC 10, giải KHK MMA National Tryouts. Thành tích thời gian đầu là 5-1, thua một trận ở 100% Fight.

### Ultimate Fighting Championship

#### Giai đoạn đầu
Ngannou bắt đầu tham gia UFC, trận ra mắt vào ngày 19 tháng 12 năm 2015 tại sự kiện UFC on Fox: dos Anjos vs. Cowboy 2, với Luis Henrique, một vận động viên trẻ và đây cũng là trận ra mắt của cả hai. Anh đã thắng knockout ở hiệp hai. Lúc này, Ngannou đã 29 tuổi, một vận động viên tham gia UFC rất muộn. Tiếp đến, Ngannou đánh trận với Curtis Blaydes trong trận ra mắt của Curtis, ngày 10 tháng 04 năm 2016 tại sự kiện UFC Fight Night: Rothwell vs. dos Santos. Ngannou đã thắng TKO trong hiệp hai bởi quyết định của đội ngũ bác sĩ dừng trận đấu vì vết thương của Curtis. Trận thứ ba, Ngannou thi đấu với Bojan Mihajlović vào ngày 23 tháng 07 năm 2016, tại UFC on Fox: Holm vs. Shevchenko. Anh thắng TKO ngay hiệp một. Sau đó là trận thắng Anthony Hamilton ngày 09 tháng 12 năm 2016 tại UFC Fight Night: Lewis vs. Abdurakhimov bằng submission ngay hiệp một và đây cũng là lần đầu tiên anh được nhận hạng mục thưởng Performance of the Night trong sự kiện đó.
Ngannou tham trận đối đầu Andrei Arlovski, một võ sĩ quen thuộc vào ngày 28 tháng 01 năm 2017 tại UFC on Fox: Shevchenko vs. Peña. Anh tiếp tục thắng TKO hiệp một và lần thứ hai nhận hạng mục thưởng Performance of the Night. Sau đó, anh chấp nhận trận đấu với Junior dos Santos tại UFC 215 ngày 09 tháng 09 năm 2017, tuy nhiên ngày 18 tháng 08, Cục Chống Doping Hoa Kỳ (USADA) thông báo Junior dos Santos phải rời khỏi trận đấu vì kiểm tra vi phạm doping. Do đó, Ngannou không tham dự sự kiện này vì tổ chức không tìm được đối thủ phù hợp. Sau đó, trong sự kiện UFC 218 ngày 02 tháng 12 năm 2017, Ngannou thi đấu với một võ sĩ nổi danh là Alistair Overeem, đã chiến thắng KO trong hiệp một.

#### Tranh đai
Với thành tích xuất sắc, thắng liên tục sáu trận liên tiếp, đặc biệt là Andrei Arlovski, Alistair Overeem, Ngannou được sắp xếp đối đầu với Đương kim vô địch Stipe Miocic, tranh đai vô địch UFC Heavyweight ngày 20 tháng 01 năm 2018 tại UFC 220. Đây cũng trận đầu tiên Ngannou được xếp ở vị trí trận đấu quan trọng nhất sự kiện, đặt tên trận đấu: UFC 220: Miocic vs. Ngannou vào tên sự kiện của UFC. Anh đã thua Miocic bởi unanimous tính điểm toàn diện của trọng tài sau năm hiệp. Sau trận thua Miocic, Ngannou trong giai đoạn gặp vấn đề về chiến thuật chiến đấu. Ngày 07 tháng 07 năm 2018, tại UFC 226, Ngannou thi đấu với Derrick Lewis, thua unanimous sau ba hiệp. Trận đấu này sau đó nhận được sự phê bình từ nhiều hãng truyền thông lẫn người hâm một bởi tính thiếu chất lượng, tinh thần quyết liệt trong trận, gẵn mác: snoozefest.
Sau đó, Ngannou đã điều tiếp lại tinh thần và phương án phù hợp. Ngày 24 tháng 11 năm 2018, tại UFC Fight Night: Blaydes vs. Ngannou 2, Ngannou tái đối đầu với Curtis, tiếp tục chiến thắng TKO trong hiệp đầu tiên. Anh được nhận hạng mục thưởng Performance of the Night trong trận này. Ngày 17 tháng 02 năm 2019, Ngannou tham trận sự kiện khai mạc của UFC tại hãng ESPN, UFC on ESPN: Ngannou vs. Velasquez. Trận đấu của anh với nhà cựu vô địch Cain Velasquez và thắng KO ngay hiệp một. Ngày 21 tháng 06 năm 2019, tại UFC on ESPN: Ngannou vs. dos Santos, anh đối đầu với Junior dos Santos, chiến thắng TKO chỉ trong hiệp một và tiếp tục nhận hạng mục thưởng Performance of the Night.
Trong lịch thi đấu sự kiện UFC on ESPN: Ngannou vs. Rozenstruik, Ngannou được xếp đối đầu với Jairzinho Rozenstruik vào ngày 28 tháng 03 năm 2020. Tuy nhiên, bởi Đại dịch COVID-19, sự kiện bị hủy. Trận đấu này được dời sang sự kiện UFC 249 ngày 18 tháng 04 năm 2020. Một lần nữa, sự kiện lại được dời sang ngày 09 tháng 05 năm 2020, bởi thông báo của Dana White, Chủ tịch UFC. Trước trận đấu, Jairzinho là võ sĩ bất bại thành tích 9 – 0. Trận này, Ngannou đã thắng KO Jairzinho Rozenstruik chỉ trong 20 giây hiệp một, và nhận hạng mục thưởng Performance of the Night. Tính đến tháng 07 năm 2020, Francis Ngannou có tám trận thắng đo ván ngay hiệp một trong tổng số 12 trận tại UFC. Gần đây nhất, anh đang chiến thắng bốn trận liên tiếp trong hiệp một, đặc biệt là hạ đo ván cựu vô địch Cain Velasquez bằng một cú đấm trong 26 giây.

#### 2021
Vào ngày 28 tháng 03 năm 2021, sau nhiều đợt sắp xếp lượt đấu, dự đoán của các chuyên gia, người hâm mộ, trận tái đấu Miocic v. Ngannou 2 tại UFC 260 được tổ chức tại Nevada, Hoa Kỳ, tái tranh đấu đai vô địch hạng nặng UFC thế giới. Trận đấu diễn ra với sự theo dõi trực tuyến đông đảo của người hâm mộ toàn cầu, là một trận đấu đặc biệt giữa hai võ sĩ hàng đầu của võ thuật thế giới. Trong trận, Francis Ngannou thể hiện một chiến thuật và phong cách chiến đấu đặc biệt, có những nét thay đổi so với các trận đấu trước đó. Anh tiếp tục sử dụng bộ kỹ năng tấn công hủy diệt bằng cả đòn tay chính diện, đòn búa tạ (hammer), đòn chân một bên và đòn chân chính diện. Ở hiệp một, anh đã giành ưu thế ban đầu với một số đòn đánh trúng đầu đối thủ bằng cả tay chân, cùng như ngăn chặn và đảo ngược kỹ thuật vật của Miocic. Ở hiệp hai, anh tăng cường độ và tần suất tấn công, đã đạt được chiến thuật khi đánh trúng đối thủ bằng hai đòn tay cường lực cực lớn, hạ knock out Miocic, chính thức chiến thắng và trở thành nhà vô địch hạng nặng thế giới.

### Phong cách chiến đầu
Francis Ngannou là vận động viên ở hạng nặng (Heavyweight) trên 100 kg của MMA, đây là hạng cân cao nhất của con người, không phân chia mức độ cân nặng cụ thể như các hạng dưới. Bởi vì có thể chất, hệ thống cơ bắp và xương khớp bậc cao nhất của con người, các võ sĩ hạng nặng đều giữ đòn đánh sức công phá vô cùng lớn. Thể chất, kỹ thuật, sức mạnh và tốc độ là bốn hình thái cơ cấu trung hòa kết hợp của các vận động viên chuyên nghiệp. Đối với hạng nặng, thể chất ưu thế, sức mạnh cao nhất, tuy nhiên tốc độ suy giảm, kỹ thuật thay đổi so với các hạng cân cấp dưới.
Bởi lẽ đó cũng như ưu thế thể chất tự nhiên, Francis Ngannou sử dụng phong cách chiến đấu quyết liệt, sức công phá khủng khiếp. Đòn đánh sở trường của Ngannou là cú đấm từ cả tay trái và tay phải, lực phát sinh cực mạnh. Phương án tác chiến trong các trận đấu của anh đều là dùng lực tấn công này hạ gục đối thủ chỉ trong một số đòn đánh. Với phong cách nổi bật và đặc biệt, Francis Ngannou vào năm 2020 đang được lên kế hoạch để tái đấu với nhà vô địch Stipe Miocic hạng nặng và được kêu gọi đối đầu với Jon Jones bởi Israel Adesanya.

## Thành tựu sự nghiệp

### Đời sống riêng
Ngannou sáng lập Francis Ngannou Foundation, nơi điều hành phòng tập thể dục thể thao (gym) võ thuật chiến đấu đầu tiên ở quê hương Cameroon, nhằm cung cấp cơ sở vật chất cho những người trẻ tuổi theo đuổi ước mơ trong thể thao. Về việc phát triển thể dục thể thao, võ thuật cho trẻ em ở quê nhà Cameroon, anh nói rằng anh muốn trao một vài cơ hội cho lũ trẻ như anh, là ước mơ thể thao, mà không phải khó khăn như anh.
Lần gần đây nhất ở Cameroon, tôi đã mua rất nhiều vật liệu bộ môn boxing và gym MMA. Và bây giờ tôi chỉ cần mua một địa điểm lớn để mở phòng tập. Rất nhiều đứa trẻ ở Cameroon, như tôi, đã có những giấc mơ. Chúng nó nói rằng: "tôi muốn trở thành nhà vô địch MMA, tôi sẽ tập quyền anh như Francis," vì chúng thấy được thời trẻ của tôi. Tôi không có gì trong tay, tôi không có bất cứ cơ hội nào. Và hôm nay, chúng nó thấy tôi và có giấc mơ. Chúng nó đang nghĩ về những gì có thể. Thậm chí cả khi đang trong đời gian khổ, điều gì đó vẫn có thể. Không hề dễ dàng. Vô cùng khó, nhưng nó là điều có thể.

### Giải thưởng võ thuật
- Ultimate Fighting Championship: 05 hạng mục thưởng Performance of the Night trong năm trận thắng xuất sắc;
- Bleacher Report: Giải thưởng Trận KO của năm 2017, vs. Alistair Overeem;[68]
- ESPN: Giải thưởng Trận KO của năm 2017, vs. Alistair Overeem;[69]
- Pundit Arena: Giải thưởng Trận KO của năm 2017, vs. Alistair Overeem;[70]
- MMA Fighting/SB Nation: Giải thưởng Trận KO của năm 2017, vs. Alistair Overeem và 2017 Breakthrough Fighter of the Year;[71][72]
- MMAjunkie.com: Giải thưởng Trận KO của năm 2017, vs. Alistair Overeem;[73]
- MMADNA.nl: Giải thưởng Trận KO của năm 2017, vs. Alistair Overeem;[74]
- World MMA Awards: Giải thưởng Trận KO của năm 2017, vs. Alistair Overeem;[75]

## Thống kê MMA
| Thống kê thành tích chuyên nghiệp |          |        |
| 19 trận                           | 16 thắng | 3 thua |
| Bằng knockout                     | 12       | 0      |
| Bằng submission                   | 4        | 0      |
| Bởi quyết định trọng tài          | 0        | 3      |

| KQ    | Chỉ số | Đối thủ               | Dạng                                   | Sự kiện                                  | Ngày                 | Hiệp | Giờ  | Địa điểm               | Ghi chú                               |
| ----- | ------ | --------------------- | -------------------------------------- | ---------------------------------------- | -------------------- | ---- | ---- | ---------------------- | ------------------------------------- |
| Thắng | 16–3   | Stipe Miocic          | KO (cú đấm)                            | UFC 260                                  | 28 tháng 3 năm 2021  | 2    | 0:52 | Las Vegas              | Giành đai Heavyweight UFC.            |
| Thắng | 15–3   | Jairzinho Rozenstruik | KO (punches)                           | UFC 249                                  | 9 tháng 5 năm 2020   | 1    | 0:20 | Jacksonville, Florida  | Performance of the Night.             |
| Thắng | 14–3   | Junior dos Santos     | TKO (cú đấm)                           | UFC on ESPN: Ngannou vs. dos Santos      | 29 tháng 6 năm 2019  | 1    | 1:11 | Minneapolis, Minnesota | Performance of the Night.             |
| Thắng | 13–3   | Cain Velasquez        | KO (cú đấm)                            | UFC on ESPN: Ngannou vs. Velasquez       | 17 tháng 2 năm 2019  | 1    | 0:26 | Phoenix, Arizona       |                                       |
| Thắng | 12–3   | Curtis Blaydes        | TKO (cú đấm)                           | UFC Fight Night: Blaydes vs. Ngannou 2   | 24 tháng 11 năm 2018 | 1    | 0:45 | Bắc Kinh               | Performance of the Night.             |
| Thua  | 11–3   | Derrick Lewis         | Decision (unanimous)                   | UFC 226                                  | 7 tháng 7 năm 2018   | 3    | 5:00 | Las Vegas, Nevada      |                                       |
| Thua  | 11–2   | Stipe Miocic          | Decision (unanimous)                   | UFC 220                                  | 20 tháng 1 năm 2018  | 5    | 5:00 | Boston, Massachusetts  | For the UFC Heavyweight Championship. |
| Thắng | 11–1   | Alistair Overeem      | KO (punch)                             | UFC 218                                  | 2 tháng 12 năm 2017  | 1    | 1:42 | Detroit, Michigan      |                                       |
| Thắng | 10–1   | Andrei Arlovski       | TKO (punches)                          | UFC on Fox: Shevchenko vs. Peña          | 28 tháng 1 năm 2017  | 1    | 1:32 | Denver, Colorado       | Performance of the Night.             |
| Thắng | 9–1    | Anthony Hamilton      | Submission (kimura)                    | UFC Fight Night: Lewis vs. Abdurakhimov  | 9 tháng 12 năm 2016  | 1    | 1:57 | Albany, New York       | Performance of the Night.             |
| Thắng | 8–1    | Bojan Mihajlović      | TKO (punches)                          | UFC on Fox: Holm vs. Shevchenko          | 23 tháng 7 năm 2016  | 1    | 1:34 | Chicago, Illinois      |                                       |
| Thắng | 7–1    | Curtis Blaydes        | TKO (doctor stoppage)                  | UFC Fight Night: Rothwell vs. dos Santos | 10 tháng 4 năm 2016  | 2    | 5:00 | Zagreb                 |                                       |
| Thắng | 6–1    | Luis Henrique         | KO (punch)                             | UFC on Fox: dos Anjos vs. Cerrone 2      | 19 tháng 12 năm 2015 | 2    | 2:53 | Orlando, Florida       |                                       |
| Thắng | 5–1    | William Baldutti      | TKO (elbows and punches)               | KHK MMA National Tryouts: Finale 2015    | 28 tháng 5 năm 2015  | 2    | 1:22 | Madinat Isa            |                                       |
| Thắng | 4–1    | Luc Ngeleka           | Submission (standing guillotine choke) | SHC 10: Carvalho vs. Belo                | 20 tháng 9 năm 2014  | 1    | 0:44 | Geneva                 |                                       |
| Thắng | 3–1    | Nicolas Specq         | Submission (arm-triangle choke)        | 100% Fight 20: Comeback                  | 5 tháng 4 năm 2014   | 2    | 2:10 | Levallois              |                                       |
| Thắng | 2–1    | Bilal Tahtahi         | KO (punch)                             | 100% Fight 20: Comeback                  | 5 tháng 4 năm 2014   | 1    | 3:58 | Levallois, Pháp        |                                       |
| Thua  | 1–1    | Zoumana Cisse         | Decision (unanimous)                   | 100% Fight: Contenders 21                | 14 tháng 12 năm 2013 | 2    | 5:00 | Paris                  |                                       |
| Thắng | 1–0    | Rachid Benzina        | Submission (straight armbar)           | 100% Fight: Contenders 20                | 30 tháng 11 năm 2013 | 1    | 1:44 | Paris                  |                                       |

Ghi chú: thống kê từ Sherdog tính đến tháng 03 năm 2021.